# Торнтон (Арканзас)
Торнтон (енгл. Thornton) град је у америчкој савезној држави Арканзас.

## Демографија
По попису из 2010. године број становника је 407, што је 110 (-21,3%) становника мање него 2000. године.
| Група             | 2000.       | 2010.       |
| Белци             | 287 (55,5%) | 261 (64,1%) |
| Афроамериканци    | 216 (41,8%) | 126 (31,0%) |
| Азијати           | 0 (0,0%)    | 1 (0,2%)    |
| Хиспаноамериканци | 5 (1,0%)    | 11 (2,7%)   |
| Укупно            | 517         | 407         |